# Liste der Biografien/Ane
Liste der Biografien |
Portal Biografien |
Personensuche
# |
A |
B |
C |
D |
E |
F |
G |
H |
I |
J |
K |
L |
M |
N |
O |
P |
Q |
R |
S |
T |
U |
V |
W |
X |
Y |
Z |
?
 
Aa |
Ab |
Ac |
Ad |
Ae |
Af |
Ag |
Ah |
Ai |
Aj |
Ak |
Al |
Am |
An |
Ao |
Ap |
Aq |
Ar |
As |
At |
Au |
Av |
Aw |
Ax |
Ay |
Az
 
Ana–Anc |
And |
Ane |
Anf |
Ang |
Anh |
Ani |
Anj |
Ank |
Anl |
Anm |
Ann |
Ano |
Anp |
Anq |
Anr |
Ans |
Ant–Anz
Die Liste der Biografien führt alle Personen auf, die in der deutschsprachigen Wikipedia einen Artikel haben. Dieses ist eine Teilliste mit 56 Einträgen von Personen, deren Namen mit den Buchstaben „Ane“ beginnt.

## Ane
- Ane (* 1924), deutscher Zeichner und Karikaturist

### Anea
- Anear, David (* 1948), australischer Bogenschütze
- Aneau, Barthélémy (1510–1561), französischer Schriftsteller und Humanist

### Aned
- Anedjib, altägyptischer König der 1. Dynastie

### Anee
- Aneela (* 1974), dänische Sängerin
- Aneesh, K. A. (* 1975), indischer Badmintonspieler

### Anef
- Aneff, Sasha (* 1991), uruguayischer Fußballspieler

### Anei
- Aneirin, britischer Dichter

### Anek
- Aneka (* 1954), schottische Folksängerin

### Anel
- Anelay, Joyce, Baroness Anelay of St Johns (* 1947), britische Politikerin (Conservative Party) und Life Peer
- Anelija (* 1982), bulgarische Turbo-Folk-Sängerin
- Anelka, Nicolas (* 1979), französischer FußballspielerNicolas Anelka (* 1979)

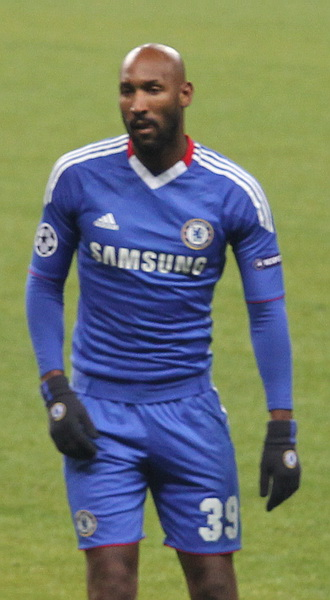
Nicolas Anelka (* 1979)

- Anelli, Angelo (1761–1820), italienischer Librettist und Schriftsteller
- Anelli, Franco (1963–2024), italienischer Rechtswissenschaftler und Universitätsrektor
- Anelli, Giuseppe (1787–1865), italienischer Gitarrist und Komponist

### Anem
- Anema, Lolkje (1871–1953), niederländische Malerin und Zeichnerin
- Anème, René (1896–1943), belgischer römisch-katholischer Geistlicher und Märtyrer
- Anémone (1950–2019), französische Schauspielerin
- Anemüller, Bernhard (1820–1896), deutscher Historiker, Archivar und Bibliothekar
- Anemüller, Christian W. (1844–1890), deutscher Maler
- Anemüller, Ernst (1859–1943), deutscher Philologe, Lehrer und Bibliothekar
- Anemüller, Helmut (1920–2000), deutscher Arzt, Ernährungswissenschaftler und Autor
- Anemüller, Sabine (* 1963), deutsche Politikerin (SPD), Bürgermeisterin von Viersen

### Anen
- Anene, Jamal (* 1987), US-amerikanisch-deutscher Basketballspieler
- Aneni, Evans (* 2001), nigerianischer Fußballspieler
- Anentia, Arere (1931–1979), kenianischer Langstreckenläufer

### Aner
- Aner, Karl (1879–1933), evangelischer Theologe und Hochschullehrer
- Anerio, Felice (1560–1614), italienischer Komponist
- Anerio, Giovanni Francesco († 1630), italienischer Kapellmeister und Komponist

### Anes
- Añes, Héctor (* 2005), venezolanischer Hochspringer
- Anesagasti y Llamas, Jaime (1863–1910), spanischer Geistlicher, römisch-katholischer Bischof von Campeche
- Anesaki, Masaharu (1873–1949), japanischer Religionswissenschaftler
- Anesi, Matteo (* 1984), italienischer Eisschnellläufer
- Anesi, Paolo (1697–1773), italienischer Maler
- Anesiadou, Danai, deutsche Performancekünstlerin
- Anestin, Ion Valentin (1900–1963), rumänischer Karikaturist, Maler, Bildhauer, Journalist und Dramatiker
- Anesty, Dionisie de, englische Adlige

### Anet
- Anet, Claude (1868–1931), französischer Schriftsteller und TennisspielerClaude Anet (1868–1931)

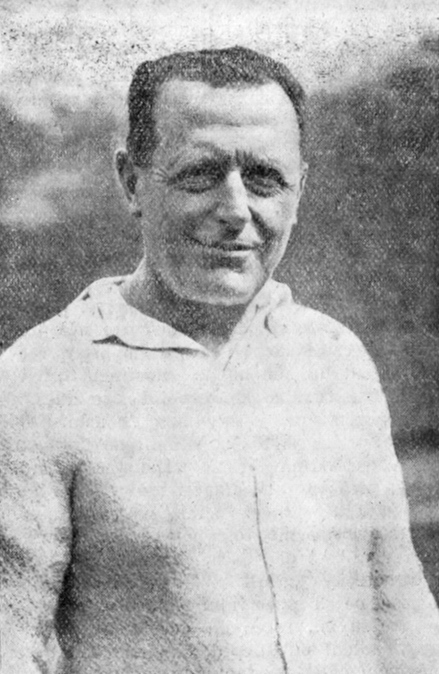
Claude Anet (1868–1931)

- Anet, Henri (1895–1983), Schweizer Politiker
- Anet, Jean-Baptiste (1676–1755), französischer Komponist und Violinist des Barock
- Anet, Raymond (1915–1998), Schweizer Zehnkämpfer
- Anethan, Heinrich Nikolaus Ignatius von (1712–1783), deutscher Kanoniker
- Anethan, Heinrich von (1670–1735), deutscher Jesuit und Rektor
- Anethan, Johann Heinrich von (1628–1693), römisch-katholischer Geistlicher, Generalvikar und Weihbischof in Köln und Hildesheim
- Anethan, Johannes von (1594–1668), Kanzler in Kurtrier
- Anethan, Roland Paul Jean Marie d’ (1920–2002), belgischer Diplomat
- Anetjerire, altägyptischer König
- Anetsberger, Alexander (* 1968), bayerischer Kommunalpolitiker (CSU)
- Anetsberger, Hans (1870–1942), deutscher Porträt- und Landschaftsmaler
- Anetseder, Johann (1898–1948), deutscher Politiker (CSU), MdL

### Anew
- Anew, Krassimir (* 1987), bulgarischer Biathlet

### Anex
- Anex, Déborah (* 1992), Schweizer Fußballschiedsrichterin

### Aney
- Aney, Jessie (* 1998), US-amerikanische Tennisspielerin

### Anez
- Áñez, Jeanine (* 1967), bolivianische Politikerin
- Anezi, Hamad Rakea al- (* 1984), bahrainischer Fußballspieler
- Anezi, Salem al (* 1983), kuwaitischer Hochspringer